# 평양원산관광도로
평양원산관광도로(平壤元山觀光道路)는 평양직할시를 기점으로. 강원도 원산시를 종점을 하는 동서를 잇는 총연장 190km의 고속도로이다. 해당 도로는 아시안 하이웨이 6호선()의 일부이지만 분기선으로 이용된다.

## 통과하는 지역
- 평양직할시
- 황해북도
  - 연산군 - 수안군 - 곡산군 - 신평군
- 강원도
  - 법동군 - 원산시

## 차로수
- 왕복 4차로 (추정)

## 터널
- 마식령 부근에 4km가 넘는 무지개동굴이 있다.